# Arvid Seymer
 Arvid Verner Seymer, född 14 september 1884 i Nora landsförsamling, död 19 december 1961 i Landskrona, var en svensk arkitekt och teckningslärare.  
Seymer genomgick Kristinehamns elementarskola 1901, avlade examen vid Örebro tekniska elementarskola 1904, studerade vid arkitektavdelningen vid Kungliga Tekniska högskolan 1906–1908, vid Det Kongelige Danske Kunstakademi i Köpenhamn 1909–1910 och examen vid Högre konstindustriella skolan i Stockholm 1922. Han företog resor till England och Danmark med stipendium 1911, Dresden 1912, Leipzig 1913, världsutställningen i San Francisco med statsstipendium 1915, deltog i internationella ingenjörskongressen där 1915, utställningar i San Diego 1915, i Århus 1909 och i Paris 1931. Han var föreståndare för husbyggnadsfackskolan vid Katrineholms tekniska skola 1916–1922, vikarierande teckningslärare i Köping 1922–1923, i Mariestad 1923–1924, Lund 1924, vid Karlstads folkskoleseminarium 1924, vid Härnösands folkskoleseminarium 1925, i Ystad 1925–1926, teckningslärare i Mariestad 1926 och vid Landskrona högre allmänna läroverk från 1933. Han var lärare i yrkesritning vid Mariestads yrkesskola 1927–1933, timlärare i manlig slöjd i Mariestad 1927–1933 och teckningslärare vid högre flickskolan där 1926–1933.
Seymer biträdde arkitekt Ferdinand Boberg med utarbetande av ritningar och kontrollantskap till Konstindustriutställningen i Stockholm 1909, Uppenbarelsekyrkan i Saltsjöbaden samt Baltiska utställningen i Malmö 1914. Till sistnämnda utställning utförde ritningar för egen räkning till flera enskilda och större kollektiva utställningar. Han utförde ritningar till en del privata byggnader och skolhus samt utövade kontrollantskap.